# Milly Witkop
Milly Vitkopski, más conocida como Milly Witkop (3 de marzo de 1877 -  23 de noviembre de 1955) era una escritora, activista, anarcosindicalista y anarcofeminista ucraniana. Fue la compañera del prominente dirigente anarco-sindicalista Rudolf Rocker. El hijo de la pareja, Fermin Rocker, fue artista.

## Primeros años en Londres
Nacida en la comunidad judía de Zlatopol, era la mayor de una familia de cuatro hermanas. La más pequeña, Rose, también llegó a ser una anarquista conocida. En 1894, Witkop abandonó Ucrania y marchó a Londres. En las décadas posteriores a 1881, tras el asesinato del zar Alejandro II en San Petersburgo, muchos judíos abandonaron Rusia, huyendo de los Pogromos antisemitas en el Imperio ruso. La mayoría emigraron al Reino Unido o a los Estados Unidos.

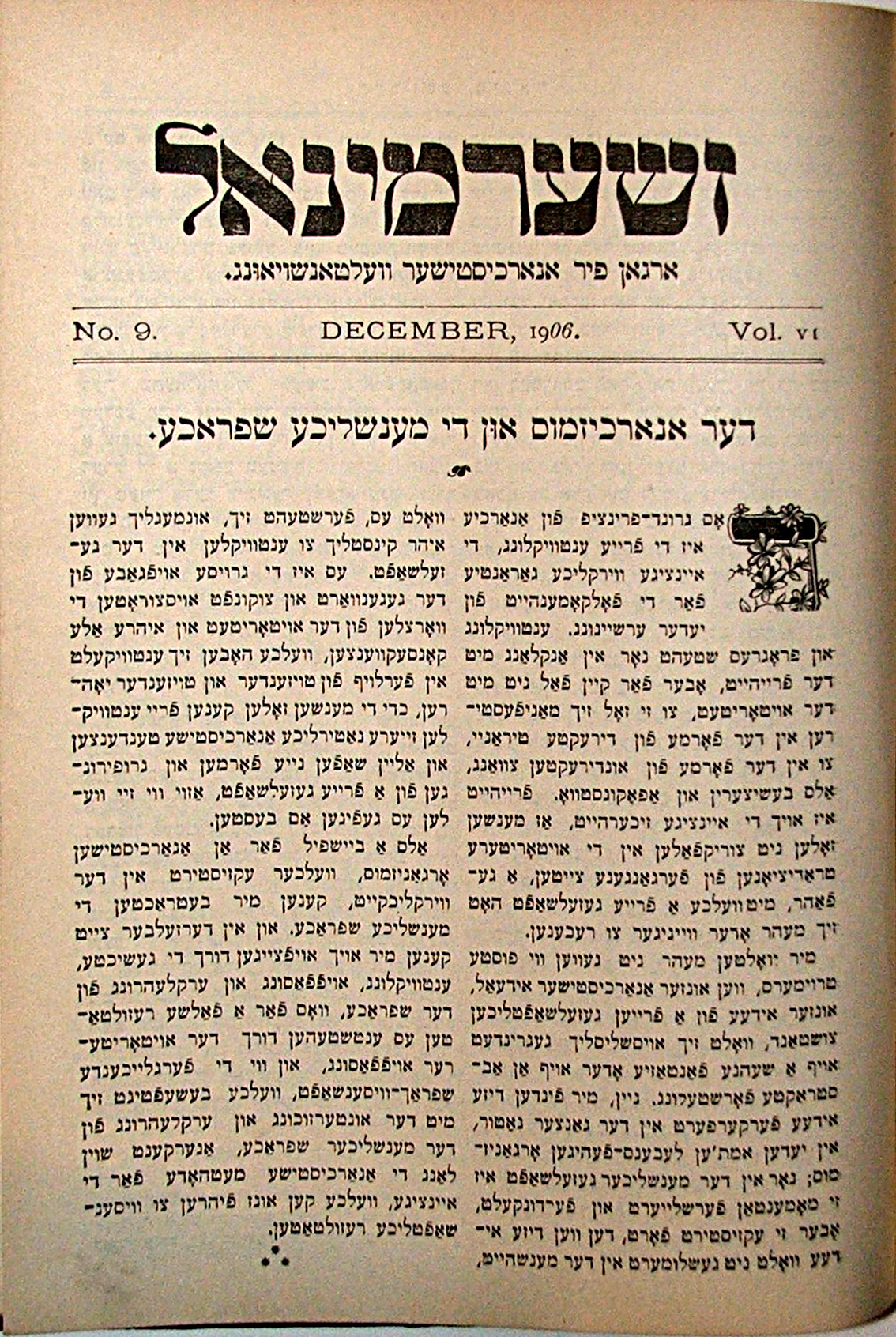
Diciembre 1906 edición de Germinal

En Londres trabajó en un taller de confección, ahorrando suficiente dinero para financiar el viaje de sus padres y hermanas a Inglaterra. Las duras condiciones de trabajo la llevaron a cuestionar su fe religiosa. La participación en una huelga de panaderos la llevó a implicarse con el grupo que editaba el periódico anarquista judío Arbayter Fraynd. Recibe influencias de la obra del teórico anarquista Piotr Kropotkin. En 1895, conoce al intelectual libertario Rudolf Rocker, que será su compañero. En mayo de 1898 la pareja marcha a Nueva York, donde  esperan encontrar trabajo. Sin embargo, no fueron admitidos en el país porque rechazaron casarse legalmente y hubieron de regresar al Reino Unido en el mismo barco que les había llevado hasta allí. Este hecho tuvo alguna cobertura mediática en los periódicos de Estados Unidos, en los que se atacaba a la pareja del amor sin matrimonio.
A partir de octubre de 1898, Rocker y Witkop coeditaron el Arbeyter Fraynd. En 1900 comenzaron a publicar el diario Germinal, más centrado en temas culturales. En 1907 nació el hijo de la pareja, Fermin. Rocker Y Witkop se opusieron a la Primera Guerra Mundial desde que estalló en 1914, a diferencia de otros anarquistas como Kropotkin, que apoyaron la causa aliada. Para aliviar la pobreza y las privaciones causadas por la guerra, ella y su marido abrieron un comedor popular. En diciembre de 1914, Rocker, como muchos otros alemanes y austríacos del Reino Unido, fue encarcelado como extranjero enemigo. Witkop continuó sus actividades antibelicistas hasta que fue también arrestada en 1916. Estuvo en prisión hasta el otoño de 1918. Una vez liberada, se marchó del Reino Unido para reunirse con su marido y su hijo en Holanda.

## Alemania
Al principio, la pareja dio la bienvenida a las revoluciones de febrero y octubre en Rusia, pero después del golpe bolchevique empezaron criticar el totalitarismo de la que se convertiría en la Unión Soviética. En noviembre de 1918, se instalaron en Berlín; Rocker había sido invitado por Fritz Kater, presidente de la Asociación Libre de Sindicatos Alemanes (FVdG) para que le ayudara a construir lo que sería el Sindicato de trabajadores Libre de Alemania (FAUD), un sindicato anarcosindicalista. Ambos fueron miembros del FAUD.
Después de su fundación a principios de 1919, comenzó un debate sobre la función de las mujeres en el sindicato. La organización, dominada por hombres, había ignorado desde el principio las cuestiones de género, pero pronto las mujeres empezaron a fundar sus propios sindicatos, que estaban organizados paralelamente a los sindicatos regulares, pero todavía formaban parte del FAUD. Witkop fue una de las fundadores de la Unión de Mujeres en Berlín, en 1920. El 15 de octubre de 1921 las militantes de los sindicatos de mujeres, entre las que se encontraba Witkop, celebraron un congreso nacional en Düsseldorf y se fundó a nivel estatal la Unión Sindicalista de Mujeres (SFB). Poco después, Witkop redactó Was will der Syndikalistische Frauenbund? (¿Qué quiere la Unión Sindicalista de Mujeres?) Como texto programático del SFB. A partir de 1921 la SFB publicará Frauenbund, como suplemento del órgano de expresión de la FAUD, Der Syndikalist, y Witkop será una de las principales redactoras.
Witkop defendía que las mujeres proletarias eran explotadas no solo por el capitalismo sino también por los trabajadores varones. Por lo tanto, sostenía que las mujeres tienen que luchar activamente por sus derechos, al igual que los trabajadores tienen que luchar contra el capitalismo por los suyos. También insistía en la necesidad de que las mujeres participaran en la lucha de clase. Las amas de casa debían utilizar los boicots para apoyar esta lucha. Así, llegó a la conclusión de la necesidad de que las mujeres se organizasen de manera autónoma en el FAUD. Witkop También sostenía que el trabajo doméstico tenía que ser remunerado como el trabajo asalariado.

## Estados Unidos
No sólo fue activista en el movimiento sindicalista y feminista, sino que también luchó contra el racismo y el antisemitismo. A menudo se sentía frustrada por lo que consideraba una falta de voluntad para combatir el antisemitismo en el movimiento obrero. El ascenso del Partido Nazi en Alemania a finales de la década de 1920 preocupó mucho a Witkop. Después del incendio del Reichstag en febrero de 1933, la familia Rocker huyó de Alemania, vía Suiza, Francia, y el Reino Unido, y se exilió en Estados Unidos. Allí, la pareja continuó dando conferencias y escribiendo sobre temas referentes al anarquismo. Durante la guerra civil española de 1936 a 1939,  empezaron una campaña de información sobre los acontecimientos en España para concienciar a los americanos. En 1937 se instalaron en la comunidad anarquista de Mohegan, cerca del lago Mohegan (Crompond, Nueva York). Cuando estalló la Segunda Guerra Mundial, Witkop y Rocker, al igual que otros anarquistas como Max Nettlau y Diego Abad de Santillán, apoyaron a los aliados porque pensaban que el nazismo no podía ser derrotado por medios pacifistas.
Después de la guerra, Witkop mostró cierta simpatía por el movimiento sionista, pero era muy escéptica en cuanto a la creación de un Estado nacional judío. Apoyaron la idea de la bi-nacionalidad árabe-israelí desarrollada por Martin Buber y Ahad Ha'soy. La comuna de Mohegan, especialmente Witkop, era muy activa en enviar soporte material a los anarquistas alemanes. Enviaron varios cientos de paquetes a Alemania.